# Leila Arcieri
Leila Carmelita Arcieri (n. 18 de diciembre de 1973) es una actriz y modelo estadounidense. Fue Miss San Francisco en el concurso de belleza de 1997, Miss California, y ha aparecido en muchas películas como xXx, Wild Things 2, y Daddy Day Care.

## Primeros años
Arcieri nació en San Francisco, California, hija de un padre italoestadounidense y madre afroestadounidense, Anita van Buyten. Arcieri pasó la parte mejor de su niñez en Sebastopol, localizado en un condado de vino y secuoya en California. Al graduarse en el instituto,  se mudó a San Francisco, donde ella se aficionó al diseño gráfico y la fotografía antes de convertirse en una artista del maquillaje.

## Carrera
Arcieri fue coronada Miss San Francisco en 1997, y poco después comenzó a aparecer en anuncios de televisión (incluyendo 1-800-COLLECT y Starburst) así como vídeos musicales con Boyz II Men, Montell Jordania y Q-Tip. Tales trabajos finalmente llamaron la atención del escritor-productor Timothy Stack, quien le ofreció el papel de Jamaica St. Croix en su nueva serie, Son of the Beach, una parodia de Baywatch. También apareció en un episodio de MADtv.Tuvo, además, un papel en el episodio de Brothers "Chicas, Chicas, Chicas" como Gloria.
En 2005,  fue elegida la número 65 en la lista de las 100 mujeres más sexys de la revista Maxim.

## Filmografía
- MADtv (1998) - No acreditada
- Hot Boyz (1999) - Tia
- Beverly Hood (1999) - Pam Washington
- Foolish (1999) - Marissa
- Son of the Beach (2000) serie de televisión - Jamaica St. Croix
- Higher Ed (2001) - Lisa
- xXx (2002) - Jordan King
- Daddy Day Care (2003) - Kelli
- Double Blade (2003) - Lee
- Wild Things 2 (2004) (V) - Maya King
- Kevin Hill (2004) - Monroe McManus
- A Perfect Fit (2005) - Sarah
- King's Ransom (2005) - Kim Baker
- CSI: Miami (2006) serie de televisión - Nikki
- Mammoth (2006) - Agente Powers
- Buffalo Bushido (2008) - Sadie
- Death Toll (2008) - Detective Bathgate
- Love N' Dancing (2008) - Danielle
- Killing of Wendy (2008) - Karen
- Ultimate Champion (2009) - Kaya
- Women and Power (2009) - Ella misma